# ハーモン郡 (オクラホマ州)
ハーモン郡（英: Harmon County）は、アメリカ合衆国オクラホマ州の南西部に位置する郡である。2010年国勢調査での人口は2,922人であり、2000年の3,283人から11.0％減少した。オクラホマ州ではシマロン郡に次いで人口が2番目に少ない郡である。郡庁所在地はホリス市（人口2,060人）であり、同郡で人口最大の都市でもある。

## 歴史
1909年5月22日の選挙後、6月2日の第2代オクラホマ州知事リー・クルースの声明書によって、隣接するグリアー郡から分離してハーモン郡が創設された。郡名は当時オハイオ州知事を務めていたジャドソン・ハーモンに因んで名付けられた。

## 地理
アメリカ合衆国国勢調査局に拠れば、郡域全面積は539平方マイル (1,396.0 km2)であり、このうち陸地538平方マイル (1,393.4 km2)、水域は1平方マイル (2.6 km2)で水域率は0.14％である。

### 主要高規格道路
- アメリカ国道62号線
- オクラホマ州道5号線
- オクラホマ州道9号線
- オクラホマ州道30号線

### 隣接する郡
- ベッカム郡 - 北
- グリアー郡 - 北東
- ジャクソン郡 - 南東
- ハードマン郡 (テキサス州) - 南
- チルドレス郡 (テキサス州) - 西
- コリングズワース郡 (テキサス州) - 北西

## 人口動態
以下は2000年の国勢調査による人口統計データである。
| 基礎データ - 人口: 3,283人 - 世帯数: 1,266 世帯 - 家族数: 863 家族 - 人口密度: 2人/km2（6人/mi2） - 住居数: 1,647軒 - 住居密度: 1軒/km2（3軒/mi2） 人種別人口構成 - 白人: 72.65% - アフリカン・アメリカン: 9.78% - ネイティブ・アメリカン: 1.13% - アジア人: 0.18% - 太平洋諸島系: 0.03% - その他の人種: 14.32% - 混血: 1.92% - ヒスパニック・ラテン系: 22.78% 年齢別人口構成 - 18歳未満: 25.9% - 18-24歳: 7.9% - 25-44歳: 24.1% - 45-64歳: 21.1% - 65歳以上: 21.0% - 年齢の中央値: 40歳 - 性比（女性100人あたり男性の人口） - 総人口: 94.1 - 18歳以上: 89.8 | 世帯と家族（対世帯数） - 18歳未満の子供がいる: 30.2% - 結婚・同居している夫婦: 55.7% - 未婚・離婚・死別女性が世帯主: 9.2% - 非家族世帯: 31.8% - 単身世帯: 29.0% - 65歳以上の老人1人暮らし: 17.5% - 平均構成人数 - 世帯: 2.47人 - 家族: 3.03人 収入と家計 - 収入の中央値 - 世帯: 22,365米ドル - 家族: 29,063米ドル - 性別 - 男性: 21,530米ドル - 女性: 16,658米ドル - 人口1人あたり収入: 13,464米ドル - 貧困線以下 - 対人口: 29.7% - 対家族数: 23.5% - 18歳未満: 38.2% - 65歳以上: 19.9% |

## 都市と町
- グールド
- ホリス - 郡庁所在地
- ビンソン（未編入）